# Champions de France de natation en bassin de 50 m du 3 × 100 m 3 nages

## 3 × 100 mètres 3 nages messieurs
Le relais s'effectuait de la manière suivante : 100 m dos, 100 m brasse et 100 m nage libre.
| Championnats | Championnats        | 3 × 100 mètres 3 nages messieurs | 3 × 100 mètres 3 nages messieurs | 3 × 100 mètres 3 nages messieurs | 3 × 100 mètres 3 nages messieurs | 3 × 100 mètres 3 nages messieurs |
| ------------ | ------------------- | -------------------------------- | -------------------------------- | -------------------------------- | -------------------------------- | -------------------------------- |
| 1948         | Paris Les tourelles | Dauphins du TOEC                 |                                  |                                  |                                  | 3 min 33 s 1                     |
| 1949         | Paris Les tourelles | Dauphins du TOEC                 |                                  |                                  |                                  | 3 min 29 s 3                     |
| 1950         | Paris Les tourelles | Dauphins du TOEC                 |                                  |                                  |                                  | 3 min 30 s 0                     |
| 1951         | Bordeaux            | Racing Club de France            |                                  |                                  |                                  | 3 min 28 s 2                     |
| 1952         | Paris Les tourelles | Racing Club de France            |                                  |                                  |                                  | 3 min 26 s 3                     |